# Finale della Coppa delle Coppe 1961-1962
La finale della 2ª edizione della Coppa delle Coppe UEFA fu ricordata per essere stata la prima a terminare in parità e fu necessaria la ripetizione per assegnare il trofeo al vincitore. La prima gara si disputò il 10 maggio 1962 all'Hampden Park di Glasgow tra Atlético Madrid e Fiorentina. All'incontro hanno assistito circa 29 000 spettatori. La partita, arbitrata dallo scozzese Thomas Wharton, finì 1-1 dopo i supplementari e fu necessario il replay della gara, poiché all'epoca non erano previsti i tiri di rigore per la finale.
La seconda gara si disputò addirittura dopo quattro mesi, il 5 settembre, data la concomitanza del campionato mondiale di calcio 1962 in Cile. Si giocò al Neckarstadion di Stoccarda e la partita fu arbitrata dal tedesco occidentale Kurt Tschenscher. All'incontro assistettero circa 38 000 spettatori e il match terminò 3-0 per gli spagnoli.

## Il cammino verso la finale
L'Atlético Madrid di José Villalonga, che fu sostituito dall'allenatore in seconda Rafael García Repullo solo nelle due gare finali, esordì contro i francesi del Sedan che sconfissero con un risultato aggregato di 7-3. Agli ottavi di finale gli inglesi del Leicester City furono superati grazie alla vittoria per 2-0 di Madrid, dopo il pari per 1-1 al Filbert Street. Ai quarti i Colchoneros affrontarono i tedeschi occidentali del Werder Brema, pareggiando all'andata e vincendo al ritorno rispettivamente per 1-1 e 3-1. In semifinale i tedeschi orientali del Motor Jena furono sconfitti agilmente con un risultato complessivo di 5-0.
La Fiorentina, campione in carica, iniziò il cammino europeo direttamente dagli ottavi contro gli austriaci del Rapid Vienna che furono regolati con un risultato complessivo di 9-3. Ai quarti di finale i Viola affrontarono i cecoslovacchi della Dynamo Žilina, perdendo in trasferta 3-2 e vincendo in casa 2-0. In semifinale gli ungheresi dell'Újpest furono battuti con un risultato totale di 3-0.

## Le partite
A Glasgow si affrontano i campioni in carica della Fiorentina e i vincitori della Coppa di Spagna dell'Atlético Madrid. Il match è subito entusiasmante e i primi 45 minuti si concludono sull'uno a uno con le reti di Joaquín Peiró e Kurt Hamrin. Nella ripresa le squadre non riescono a sbloccarsi e l'arbitro ordina lo svolgimento dei tempi supplementari. I giocatori sono visibilmente stanchi e malconci; è la Fiorentina ad andare vicina al gol con Gianfranco Petris, ma Feliciano Rivilla è provvidenziale e salva il risultato. L'arbitro scozzese Thomas Wharton fischia al 120' la fine delle ostilità ed è dunque necessario lo spareggio.
A Stoccarda si gioca dunque, dopo quattro mesi, la finale di spareggio tra le due compagini che avevano precedentemente chiuso i giochi sull'1-1. Stavolta gli spagnoli però si dimostrano più forti e in una migliore condizione, battendo i Viola per tre a zero con le reti segnate in meno di un'ora da Miguel Jones, Jorge Alberto Mendonça e ancora da Peiró. Nonostante la Fiorentina potesse disporre di giocatori forti del calibro di Enrico Albertosi, Enzo Robotti e Hamrin, i Colchoneros vincono il loro primo titolo europeo.

## Tabellini

### Finale
| Arbitro: | Thomas Wharton |

|           |           |            |
| Peiró 11’ | Marcatori | 27’ Hamrin |

| Atlético Madrid | Fiorentina |

|                       |    |                      |  |
|                       |    |                      |  |
| P                     | 1  | Edgardo Madinabeytia |  |
| D                     | 2  | Feliciano Rivilla    |  |
| D                     | 4  | Isacio Calleja       |  |
| D                     | 5  | Ramiro               |  |
| D                     | 3  | Chuzo                |  |
| C                     | 8  | Jesús Glaría         |  |
| C                     | 6  | Miguel Jones         |  |
| A                     | 7  | Adelardo Rodríguez   |  |
| A                     | 9  | Mendonça             |  |
| C                     | 10 | Joaquín Peiró        |  |
| A                     | 11 | Enrique Collar       |  |
| Allenatore:           |    |                      |  |
| Rafael García Repullo |    |                      |  |

|                  |    |                    |  |
|                  |    |                    |  |
| P                | 1  | Giuliano Sarti     |  |
| D                | 5  | Alberto Orzan      |  |
| D                | 3  | Sergio Castelletti |  |
| D                | 2  | Amilcare Ferretti  |  |
| D                | 4  | Piero Gonfiantini  |  |
| C                | 6  | Claudio Rimbaldo   |  |
| C                | 7  | Kurt Hamrin        |  |
| C                | 8  | Can Bartu          |  |
| A                | 10 | Aurelio Milani     |  |
| A                | 9  | Lucio Dell'Angelo  |  |
| A                | 11 | Gianfranco Petris  |  |
| Allenatore:      |    |                    |  |
| Nándor Hidegkuti |    |                    |  |

### Finale (ripetizione)
| Arbitro: | Kurt Tschenscher |

|                                 |           |  |
| Jones 8’ Mendonça 27’ Peiró 59’ | Marcatori |  |

| Atlético Madrid | Fiorentina |

|                       |    |                      |  |
|                       |    |                      |  |
| P                     | 1  | Edgardo Madinabeytia |  |
| D                     | 2  | Feliciano Rivilla    |  |
| D                     | 4  | Isacio Calleja       |  |
| D                     | 5  | Ramiro               |  |
| D                     | 3  | Jorge Griffa         |  |
| C                     | 6  | Jesús Glaría         |  |
| C                     | 7  | Miguel Jones         |  |
| A                     | 8  | Adelardo Rodríguez   |  |
| A                     | 9  | Mendonça             |  |
| C                     | 10 | Joaquín Peiró        |  |
| A                     | 11 | Enrique Collar       |  |
| Allenatore:           |    |                      |  |
| Rafael García Repullo |    |                      |  |

|                  |    |                    |  |
|                  |    |                    |  |
| P                | 1  | Enrico Albertosi   |  |
| D                | 2  | Vincenzo Robotti   |  |
| D                | 3  | Sergio Castelletti |  |
| D                | 4  | Saul Malatrasi     |  |
| D                | 5  | Alberto Orzan      |  |
| C                | 6  | Rino Marchesi      |  |
| C                | 7  | Kurt Hamrin        |  |
| C                | 8  | Amilcare Ferretti  |  |
| C                | 11 | Aurelio Milani     |  |
| A                | 9  | Lucio Dell'Angelo  |  |
| A                | 10 | Gianfranco Petris  |  |
| Allenatore:      |    |                    |  |
| Nándor Hidegkuti |    |                    |  |